# 海州體育場
海州體育場是位於朝鮮人民共和國黃海南道海州市的綜合體育場，建造於1984年，目前主要是作為足球場地使用，可容納25,000名觀眾。